# Åke Borg
Claes Åke Borg (* 18. August 1901 in Stockholm; † 6. Juni 1973 ebenda) war ein schwedischer Schwimmer.

## Karriere
Borg nahm 1924 an den Olympischen Spielen in Paris teil. Dort erreichte er über 1500 m Freistil das Halbfinale, über 400 m Freistil wurde er Vierter. Mit der Staffel über 4 × 200 m Freistil gelang der Gewinn der Bronzemedaille. Zwei Jahre später nahm er an den Europameisterschaften in Budapest teil. Über 4 × 200 m Freistil gewann der Schwede gemeinsam mit der Staffel Bronze. Bei der folgenden EM im nächsten Jahr gewann er erneut mit der Staffel über 4 × 200 m Freistil eine Medaille – dieses Mal die silberne. 1928 war er als Teil der Staffel über 4 × 200 m Freistil bei den Olympischen Spielen in Amsterdam gemeldet, kam aber nicht zum Einsatz.
Sein Zwillingsbruder Arne Borg war ebenfalls olympischer Schwimmer.